# اگنس تیروپ
اگنس تیروپ (انگلیسی: Agnes Tirop; ۲۳ اکتبر ۱۹۹۵ – ۱۳ اکتبر ۲۰۲۱) ورزشکار ورزش دو و میدانی اهل کنیا بود.
او در مسابقات جهانی دوومیدانی ۲۰۱۷ و ۲۰۱۹ در ماده ۱۰۰۰۰ متر مدال برنز را کسب کرد. در مسابقات قهرمانی کراس کانتری جهانی ۲۰۱۵، تیروپ پس از زولا باد، به دومین دونده جوان برنده مدال طلا در مسابقات زنان تبدیل شد. او در زمان مرگش در بیست و پنج سالگی، در سال ۲۰۲۱، رکورددار دوی ۱۰ کیلومتر مسابقات زنان بود.

## حرفه ورزشی
تیروپ برای اولین بار در سطح ملی در سال ۲۰۱۲ به شهرت رسید، زمانی که در مسابقات قهرمانی دو و میدانی کراس کنیا، نایب قهرمان جهانی جوانان پس از فیت کیپیگون شد. این موفقیت منجر به انتخاب او به عنوان دونده تیم ملی و کسب مدال بین‌المللی در مسابقات قهرمانی دو و میدانی آفریقا ۲۰۱۲ شد، جایی که او دوباره نایب قهرمان، پس از فیت کیپیگون شد و مدال نقره جوانان را به دست آورد. او نماینده کنیا در مسابقات جهانی دو و میدانی جوانان ۲۰۱۲ در ماده ۵۰۰۰ متر بود و با زمان ۱۵:۳۶٫۷۴ دقیقه و کسب مدال برنز کارش را به پایان رساند، که پس از رقبای اهل اتیوپی خود قرار گرفت.
تیروپ دوباره در مسابقات قهرمانی دو و میدانی کراس کنیا ۲۰۱۳ در مجدداً جایگاه دوم پس از فیت کیپیگون قرار گرفت و همکاری بین این دو منجر به کسب مقام اول و دوم کنیا و کسب عنوان تیمی در مسابقات قهرمانی جهانی دو و میدانی ۲۰۱۳ شد. فیت کیپیگون از عنوان خود دفاع کرد در حالی که تیروپ با فاصله‌ای نزدیک در جایگاه دوم قرار گرفت و اولین مدال خود را در این مسابقات کسب کرد. او در آن سال در مسابقات دو و میدانی پیست پیشرفت کرد و بهترین زمان‌های شخصی ۸:۳۹٫۱۳ دقیقه برای ۳۰۰۰ متر و ۱۴:۵۰٫۳۶ دقیقه برای ۵۰۰۰ متر ثبت کرد و همچنین در نیمه‌ماراتن بهترین زمان ۷۱:۵۷ دقیقه را به دست آورد.
در فصل ۲۰۱۴، تیروپ بالاخره از سایه فیت کیپیگون خارج شد. او عنوان قهرمانی جوانان کراس کنیا را به دست آورد و سپس در مسابقات جوانان قهرمانی دو و میدانی آفریقا ۲۰۱۴ برتری یافت و کنیا را با فاصله ۱۴ ثانیه به پیروزی رساند (فیت کیپیگون در هر دو مسابقه مربوط به رده بزرگسالان اول شد). تیروپ نتوانست چنین فاصله‌ای را در مسابقات جهانی جوانان ۲۰۱۴ با نایب قهرمان مسابقات آلمیتو هرویه ایجاد کند و دوباره در ماده ۵۰۰۰ متر در جایگاه سوم قرار گرفت، در حالی که اتیوپیایی‌ها حسرت تاریخی کنیا در کسب مدال طلا در این ماده را طولانی‌تر کردند.
تیروپ در فصل ۲۰۱۵ وارد رده بزرگسالان شد و بلافاصله عملکرد خوبی داشت و در مسابقات کراس کشف الدورت در کنیا قهرمان شد. او در مسابقه قهرمانی ملی بزرگسالان کنیا در جایگاه دوم پس از فیت کیپیگون قرار گرفت و سهمیه عضویت در تیم ملی بزرگسالان را کسب کرد، عملکردی که او را آکنده از اعتماد به نفس کرد. او در آن زمان گفت: «من حتی باور نمی‌کردم که بتوانم به تیم راه پیدا کنم. من از دویدن در کنار بزرگسالان نخواهم ترسید.» در مسابقات قهرمانی جهانی دو و میدانی ۲۰۱۵، پس از کناره‌گیری فیت کیپیگون، قهرمان جهان، امیلی چبت، به عنوان ورزشکار برتر کنیا دیده می‌شد و تیروپ به عنوان یکی از اعضای کلیدی تیم به حساب می‌آمد. با وجود اینکه این اولین حضور بین‌المللی او در رده بزرگسالان بود و او چهارمین ورزشکار جوان در این مسابقات بود، تیروپ به پیش رفت و به تدریج از میدان فاصله گرفت تا مدال طلا بزرگسالان را به دست آورد، حدود پنج ثانیه جلوتر از سنبره تفر از اتیوپی به این موفقیت دست یافت. این موفقیت تیروپ را به دومین برنده جوان برنده مدال طلا، پس از قهرمانی زولا باد در سال ۱۹۸۵، در تاریخ مسابقات تبدیل کرد و همچنین سیصدمین مدال کنیا در این مسابقات را به ارمغان آورد. با اینکه اتیوپیایی‌ها چهار نفر اول را تکمیل کردند و قهرمان پیشین مسابقات، چبت در جایگاه ششم قرار گرفت، کنیا در مسابقه تیمی دوم شد.
در سال ۲۰۱۷، تیروپ در مسابقات قهرمانی جهانی دو و میدانی که در لندن برگزار شد، شرکت کرد و مدال برنز در ماده ۱۰٬۰۰۰ متر زنان را کسب کرد، با زمان ۳۱:۰۳٫۵۰، که بهترین رکورد شخصی او در این ماده بود.
در سال ۲۰۱۸، او در مسابقه ۱۰ کیلومتر جهانی بنگلور با زمان ۳۱:۱۹ قهرمان شد.
تیروپ مدال برنز جهانی دوم خود را در ۱۰٬۰۰۰ متر زنان در مسابقات قهرمانی جهانی ۲۰۱۹ که در دوحه، قطر، برگزار شد، با زمان جدید شخصی ۳۰:۲۵٫۲۰ کسب کرد.
در المپیک توکیو ۲۰۲۰ که به تأخیر افتاد و در سال ۲۰۲۱ برگزار شد، تیروپ در ماده ۵۰۰۰ متر زنان در المپیک تابستانی ۲۰۲۰ در جایگاه چهارم قرار گرفت. در سپتامبر آن سال، او رکورد جهانی که در یک مسابقه ۱۰ کیلومتری زنان در سال ۲۰۰۲ ثبت شده بود را با ۲۸ ثانیه اختلاف بهبود بخشید. او سپس زمان ۳۰:۰۱ را در رویداد «رود تو رکوردز» که در هرتسوگن‌آوراخ، آلمان برگزار شد، به ثبت رساند. در اکتبر، او در مسابقه ۱۰ کیلومتر غول‌ها در ژنو در جایگاه دوم قرار گرفت، که در زمان ۳۰:۲۰ پشت سر کالکیدان گزاگهنه، نفر اول، از اتیوپی این عنوان را کسب کرد.

## مرگ
تیروپ در تاریخ ۱۳ اکتبر ۲۰۲۱ در خانه‌اش در ایتن، شهرستان الگیو-ماراکوت پیدا شد؛ چندین زخم چاقو در ناحیه گردن و شکم بر پیکر او وارد شده بود. مقامات بر این باور بودند که یک مشاجره خانگی رخ داده و تیروپ مورد حمله قرار گرفته است، زیرا همچنین متوجه شدند که شیشه‌های ماشین او شکسته بود. جستجویی برای پیدا کردن همسر تیروپ، ابراهیم روتیچ، آغاز شد، چرا که او پس از تماس با خانواده‌اش و درخواست بخشش از خدا به دلیل کاری که انجام داده بود، ناپدید شد. او سپس در یک تعقیب و گریز با سرعت بالا درگیر شد و سعی کرد از کشور فرار کند و در نهایت وسیله نقلیه فرار خود را به یک کامیون نزدیک مومباسا کوبید. او سپس دستگیر و دربارهٔ مرگ تیروپ مورد بازجویی قرار گرفت.
تیروپ در زادگاهش، کاپنیامیسا، شهرستان ناندی به خاک سپرده شد.